# Manuel Mora Fernández
Manuel Mora Fernández fue Presidente de la Corte Suprema de Justicia de Costa Rica.
Nació en San José, Costa Rica, en 1800. Fue hijo de Mateo Mora y Valverde y Lucía Encarnación Fernández y Umaña, que también fueron padres de los jefes de Estado Juan Mora Fernández y Joaquín Mora Fernández. Estuvo casado con Eduviges Alvarado y Velasco.
Cursó estudios en la Casa de Enseñanza de Santo Tomás, en San José. Fue Alcalde Primero de San José en 1832.
Fue Magistrado propietario y suplente en varias oportunidades. El 9 de agosto de 1842 la Asamblea Constituyente lo eligió como Magistrado, y el 23 de agosto lo designó como Presidente del Poder Judicial, por no haber aceptado los señores José Rafael de Gallegos y Alvarado y Nicolás Ulloa Soto. Durante su desempeño la Corte estuvo integrada del siguiente modo:
- Presidente: Manuel Mora Fernández
- Fiscal: José Anselmo Sancho y Alvarado (elegido el 18 de agosto de 1842)
- Magistrados:
  - Vicente Aguilar Cubero (elegido el 12 de agosto de 1842)
  - Manuel Zeledón (elegido el 23 de agosto de 1842)
  - José María Alfaro Zamora (elegido el 18 de agosto de 1842).

Fue candidato a la presidencia de la República en las elecciones de abril de 1860, pero fue derrotado por José María Montealegre Fernández.Murió en San José.
| Predecesor: Luz Blanco y Zamora | Presidente de la Corte Suprema de Justicia de Costa Rica 1842 | Sucesor: Ramón Castro y Ramírez |

- Datos: Q2884603